# Єльниково (Маріїнсько-Посадський район)
Є́льниково (рос. Ельниково, чув. Лапри Чăрăшкасси) — присілок у складі Маріїнсько-Посадського району Чувашії, Росія. Входить до складу Шоршельського сільського поселення.
Населення — 179 осіб (2010; 168 у 2002).
Національний склад:
- чуваші — 99 %